# Shekhpura
Shekhpura é uma vila no distrito de Patiala, no estado indiano de Punjab.

## Demografia
Segundo o censo de 2001, Shekhpura tinha uma população de 1932 habitantes. Os indivíduos do sexo masculino constituem 53% da população e os do sexo feminino 47%. Shekhpura tem uma taxa de literacia de 68%, superior à média nacional de 59.5%: a literacia no sexo masculino é de 75% e no sexo feminino é de 61%. Em Shekhpura, 12% da população está abaixo dos 6 anos de idade.